# Dove osano le quaglie
Dove osano le quaglie è stato un programma televisivo italiano di genere commedia, andato in onda su Rai 3 in seconda serata per tre stagioni fra il 2003 e il 2005. Era condotto da Antonello Dose e Marco Presta, sull'onda del successo della loro trasmissione radiofonica Il ruggito del coniglio.

## Il programma
Del cast facevano parte alcuni degli ospiti ricorrenti della trasmissione radiofonica, come Max Paiella e Giancarlo Ratti, mentre altre presenze fisse erano Valentina Brugnoli (che interpretava la nipote dei due conduttori), i KlezRoym, Chiara Noschese (nella terza stagione, Maria Grazia Sarandrea (ballerina e coreografa per le prime due stagioni, la cui presenza fu sostituita nella terza stagione dalle acrobate bielorusse Marina e Svetlana Tsodikovi), Giulio Scarpati (nella prima stagione).
In modo non dissimile dal programma radiofonico, la trasmissione era incentrata sulla rilettura ironica dei principali fatti della settimana e dei temi d'attualità.
Caratteristico della trasmissione era il fatto che il pubblico in studio (in realtà, il Teatro Sistina) vestiva sempre in pigiama.